# Sam van Nunen
Sam van Nunen, née le 15 mars 2001 à Veghel, est une nageuse néerlandaise spécialisée en nage libre.

## Biographie
En 2022, Sam van Nunen est championne des Pays-Bas sur 50 m et 100 m nage libre. 
Elle participe aux jeux olympiques de 2024.

## Palmarès

### Championnats du monde

#### Grand bassin
- Championnats du monde 2025 à Singapour : 
  -  Médaille de bronze au titre du relais 4 × 100 m nage libre.